# La Plaisante Sagesse lyonnaise

La Plaisante Sagesse lyonnaise est un recueil de 1920 où, après une préface de l'auteur, sont recueillies des « maximes et réflexions morales » par Justin Godart sous le pseudonyme de Catherin Bugnard secrétaire perpétuel de l’Académie des Pierres-Plantées (le même pseudonyme se transmet à tous ses successeurs). Ce petit livre, réédité à plusieurs reprises, est en grande partie une compilation des maximes non signées, rédigées par Emile Leroudier, plus connu sous le pseudonyme de Glaudius Mathevet, dans la Revue des Amis de Guignol, à la rubrique « Choses de dire et de faire ».
Rédigé en parler lyonnais ce recueil illustre le caractère lyonnais et son esprit.
Parmi les nombreuses maximes, on peut citer :
- Tâche moyen de ne pas lâcher de bêtises, parce que t'auras beau courir après, t'auras de peine à les rattraper
- Le tout c'est pas d'y faire, c'est d'y penser ; mais le difficile, c'est pas d'y penser, c'est d'y faire
- Vaut mieux prendre chaud en mangeant que froid en travaillant
- Il n'y a point si tant belle rose que ne devienne gratte-cul
- Si tu veux avoir de l'argent devant toi, faut la mettre de côté
- On fait toujours plaisir aux gens en leur rendant visite : si ce n'est pas en arrivant c'est en partant
- Le bon sens a beau courir les rues, personne lui court après
- Y a pas à barguigner, faut vieillir ou mourir jeune
- Verre vide je te plains, verre plein je te vide
- Si t'as idée d'arriver centenaire, crains Dieu, bien sûr, mais crains surtout les courants d'air
- Si te montres trop ta femme et tes pécuniaux, te risques beaucoup qu'on te les emprunte. Et pour ce qui est de les ravoir, y a des chances qu'elle te revienne plus vite qu'eux
- Tout le monde peuvent pas être de Lyon, il en faut ben d'un peu partout

- Et ce poème :

Cherches-tu femme fidèle et douce
Prends la ficelle pour la Croix-Rousse
Si te la veux vive et gentille
Prends le tramevet de la Guille
Si te l'espères sage et pas fière
Grimpe de pied jusqu'à Fourvière
Mais si tu veux bonheur et paix
Remplis ta cave de beaujolais.